# گنبون

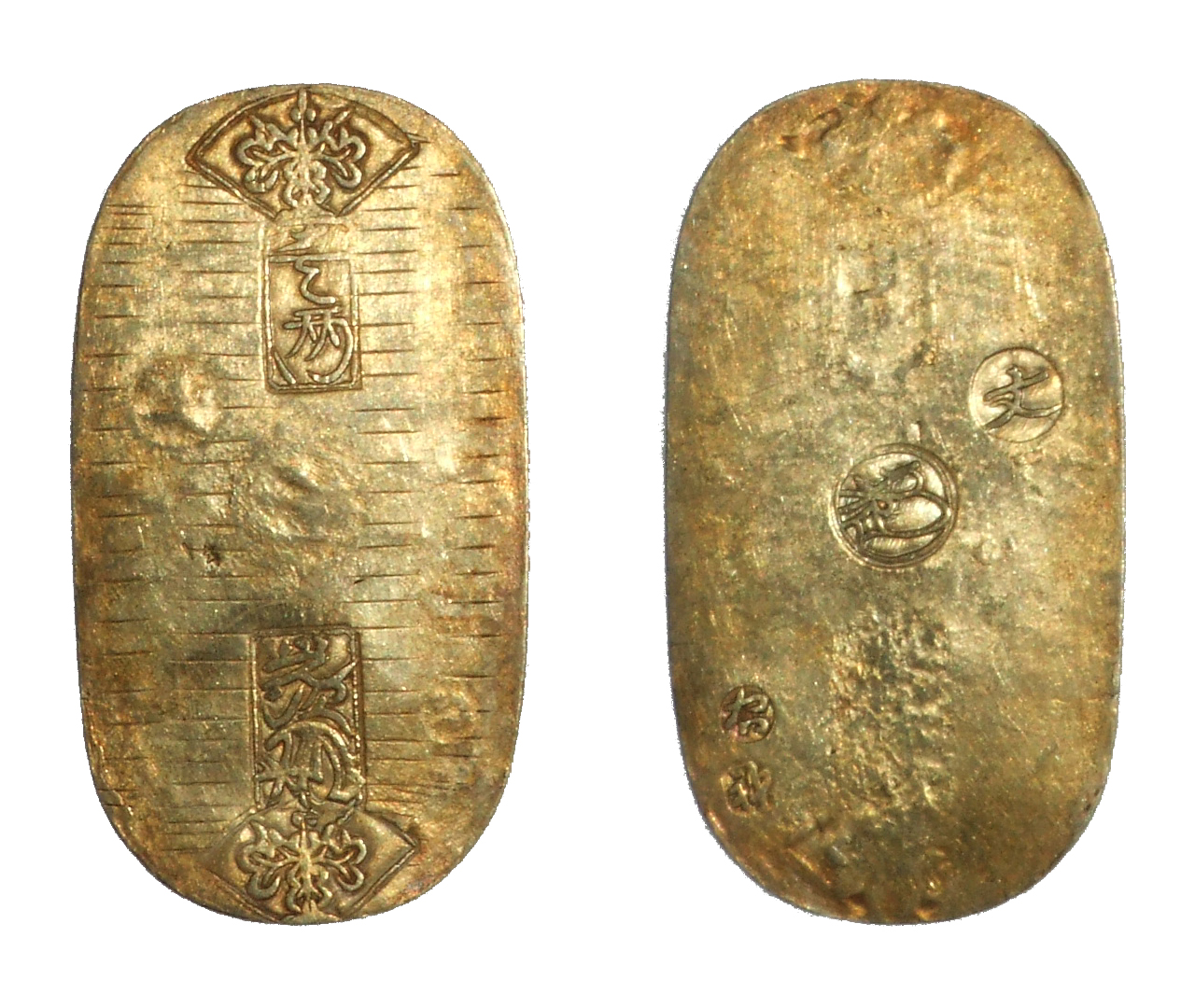
کوبان طلایی

گنبون (به ژاپنی: 元文 Genbun) نام عصر ژاپنی در دوره ادو بود. این دوره بعد از کیوهو و قبل از کانپو بود. این دوره از آوریل ۱۷۳۶ تا فوریه ۱۷۴۱ میلادی ادامه داشت. در این دوره امپراتور ساکوراماچی امپراتور ژاپن بود.